# Abfohlbox
Eine Abfohlbox ist eine vom übrigen Stallbetrieb abgesonderte Pferdebox, in der eine Stute ungestört ihr Fohlen bekommen kann.
Ebenso wie eine Stute zum Gebären die Herde verlässt, wird in vielen Pferdebetrieben versucht, ihr zur Geburt eine ruhig gelegene Stelle zu bieten, an der alle Aufregung von ihr ferngehalten wird. Die Box sollte auch größer sein als normal, um ein Festlegen am Rand von vornherein zu vermeiden. Einige Stunden nach der Geburt sollte die Stute mit ihrem Fohlen wieder in ihre normale Box zurückkehren, um sie – wie in der Natur – wieder in den Herdenverband zu integrieren.